# المدرسة الوطنية للبيطرة بليون
المدرسة الوطنية للبيطرة بليون (بالفرنسية: École nationale vétérinaire de Lyon)‏ كانت مؤسسة للتعليم العالي والبحث العلمي، تحت إشراف وزارة الفلاحة الفرنسية، تقع بمارسي ليطوال (رون).
أصبحت هذه المدرسة بعد 1 جانفي 2010 معهد التعليم العالي والبحث في التغذية والصحة الحيوانية والعلوم الفلاحية والبيئة بالاندماج مع المدرسة الوطنية لمهندسي الأعمال الفلاحية والمدرسة الوطنية للمصالح البيطرية.